# Hydrophorus flavihirtus
Hydrophorus flavihirtus är en tvåvingeart som beskrevs av Van Duzee 1923. Hydrophorus flavihirtus ingår i släktet Hydrophorus och familjen styltflugor. Inga underarter finns listade i Catalogue of Life.